# Couleur politique
 (juillet 2020).
Si vous disposez d'ouvrages ou d'articles de référence ou si vous connaissez des sites web de qualité traitant du thème abordé ici, merci de compléter l'article en donnant les références utiles à sa vérifiabilité et en les liant à la section « Notes et références ».

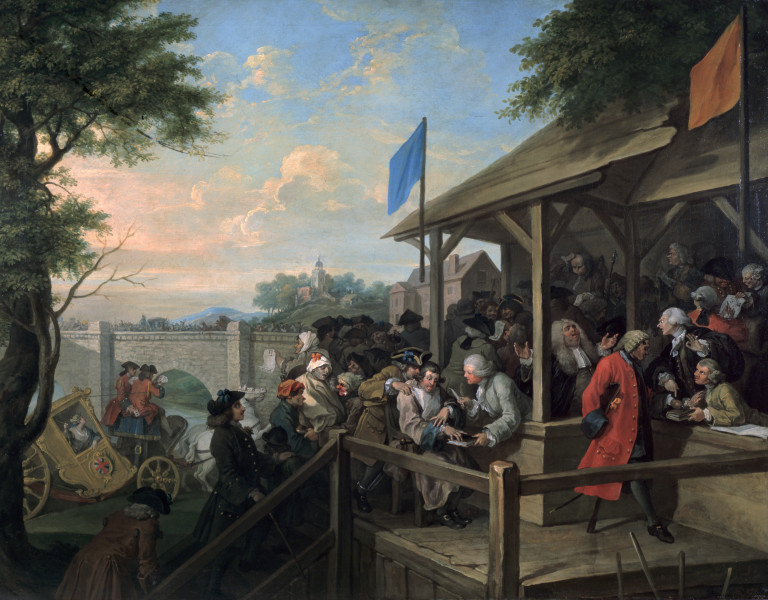
The Polling, gravure de William Hogarth présentant en 1754 les élections législatives au Parlement du royaume de Grande-Bretagne : le drapeau bleu représente les Tories et le drapeau orange les Whigs.

Les partis politiques sont très souvent, officiellement ou officieusement, associés avec des couleurs utilisées pour les représenter.
L'attribution de ces couleurs suit souvent les mêmes tendances dans différents pays. Par exemple, le rouge est souvent associé aux partis de gauche alors que les partis de droite sont plutôt en bleu. Mais il ne s'agit pas d'une règle absolue.

## Blanc
Le blanc est la couleur du pacifisme.
En Russie, en France et en Espagne (guerre civile), il est également la couleur de la royauté et donc du monarchisme.
En Italie, la Démocratie chrétienne était associée au blanc et parfois surnommée « la baleine blanche ».

## Bleu

Logo du Parti populaire espagnol.

### Couleur du conservatisme
La couleur bleue est généralement associée aux partis de droite ou conservateurs ne se réclamant pas spécifiquement de la démocratie chrétienne : Parti populaire espagnol, conservateurs britanniques, Fine Gael en Irlande (parti héritier des Blue Shirts de l'entre-deux-guerres), Nouvelle Démocratie grecque... Les groupes parlementaires européens du PPE et des Conservateurs et réformistes européens utilisent le bleu.
En Allemagne ou en Autriche, les partis chrétiens conservateurs (CDU, CSU, ÖVP) sont plutôt associés au noir tandis que le bleu est associé aux partis conservateurs nationalistes (AfD, FPÖ). De même, les anciens logotypes du FDP allemand, dans sa période d'association avec les conservateurs, mélangeaient le jaune et le bleu.
Les conservateurs nordiques portent aussi le bleu (Høyre en Norvège, Moderaterna en Suède, Kokoomus en Finlande) de même que les partis libéraux-conservateurs européens comme le VVD néerlandais, le Mouvement réformateur belge ou les Libéraux-radicaux suisses.

Le bleu, couleur du protestantisme politique: ancien logo du Parti antirévolutionnaire néerlandais.

Les chrétiens-démocrates soucieux de se distancier de l'image du catholicisme politique traditionnel optent parfois pour le bleu des conservateurs. Ainsi, le renouvellement d'image de l'ÖVP autrichien sous l'impulsion de Sebastian Kurz a été symbolisé par le passage du noir au bleu turquoise. De même, les chrétiens-démocrates néerlandais spécifiquement protestants de l'Union chrétienne utilisent le bleu plutôt que le noir associé à l'héritage du Parti populaire catholique. Les anciens partis protestants néerlandais ARP et CHU ont fréquemment utilisé des logotypes bleus.
Des partis d'extrême-droite ou de droite populiste utilisent aussi le bleu pour marquer leur ancrage conservateur ou libéral: FPÖ autrichien, PVV néerlandais, Parti populaire conservateur d'Estonie. Le parti européen Identité et démocratie auquel appartient le Rassemblement national utilise le bleu marine.
En Tunisie, le bleu est la couleur du parti Ennahdha, un parti conservateur promouvant une politique de démocratie islamique. En France, le bleu est la couleur du parti Les Républicains (LR) et des partis de droite en général, ainsi que du Rassemblement national (RN). Le bleu est, avec l'ambre, la couleur du mouvement royaliste Action française (AF) ou encore de l'Alliance royale (AR).

### Autres usages
Au Canada, le bleu représente traditionnellement le Parti conservateur mais le bleu clair représente le souverainisme québécois, notamment le Bloc québécois et le Parti québécois, partis plutôt associés à la gauche mais opposés au Parti libéral du Québec, de centre-droit mais qui utilise le rouge traditionnel des Libéraux canadiens. Par extension, le bleu peut représenter les francophones.
Cependant, ce principe d'association entre le bleu et la droite conservatrice souffre d'exceptions notables, notamment hors d'Europe : aux États-Unis par exemple, le bleu est la couleur du Parti démocrate. Au Japon, le bleu a été choisi comme la couleur du nouveau Parti démocrate progressiste (PDP), parti centriste et du centre-gauche fondé en 2016 pour devenir la nouvelle force d'opposition au parti conservateur au pouvoir. Le bleu ciel pour sa part est la couleur de la social-démocratie japonaise, utilisé par Parti social-démocrate (PSD). En France, le bleu cyan est utilisé par La France insoumise au côté du rouge. En Polynésie française, le bleu ciel est la couleur de l'Union pour la démocratie (coalition de partis de gauche et de centre-gauche indépendantistes ou autonomistes). Enfin, dans les pays utilisant un drapeau bleu comme l'Argentine, la nuance de bleu du drapeau peut être utilisée par des partis au-delà des seuls conservateurs (bleu ciel pour les Péronistes).

## Brun
À cause des chemises brunes, le brun est généralement associé aux partis d'extrême droite.

## Jaune

Le logo de l'Internationale libérale associe le jaune et le bleu.

### Couleur du libéralisme
En Europe et dans le monde anglophone, le jaune est généralement associé au libéralisme voire au libertarianisme. Il est encore utilisé par les Libéraux-démocrates au Royaume-Uni ou la Liberal International. Il reste associé à la représentation du FDP allemand, même si celui-ci met maintenant en avant le magenta. En France, La République en marche n'utilise pas le jaune mais y est fréquemment associée dans les médias. En Nouvelle-Zélande, le jaune est la couleur du parti ACT (Association of Consumers and Taxpayers) promouvant le libertarianisme. Les libertariens américains utilisent aussi le jaune.

### Autres usages
Le jaune est fréquemment utilisé pour les partis de droite radicale nordiques (Démocrates de Suède, Parti populaire danois, Parti des Finlandais). La plus ancienne de ces formations, le Parti du Progrès danois, utilisait le jaune et se réclamait du libertarianisme. Les Démocrates de Suède utilisent le bleu et le jaune, couleurs nationales, depuis leur origine.
En Thaïlande, cette couleur fait référence au parti nationaliste de l'Alliance du peuple pour la démocratie, appelé aussi « chemises jaunes ».
Durant le mouvement des gilets jaunes, la couleur a été utilisée massivement par le mouvement.

## Noir
Le noir peut avoir des significations très différentes :
- c'est la couleur de l'anarchisme[8]. Louise Michel a ainsi composé un hymne libertaire intitulé L'Internationale noire[9] et les anarchistes exclus de la Première Internationale ont formé une Black International.
- comme le brun, le noir peut être associé à l'extrême droite. Les coopérations entre partis néo-fascistes européens après-guerre ont parfois elles aussi été qualifiées d'« Internationale noire »[10],[11]. La chemise noire a longtemps été associée au fascisme italien en référence aux chemises noires, la milice du régime fasciste de Benito Mussolini qui l'a portaient[3].
- il est parfois symbolique du cléricalisme en raison de la couleur des soutanes des prêtres de l'Église catholique. Anatole France fustigeait ainsi les cléricaux comme un « parti noir »[12]. En Allemagne et en Autriche, c'est la couleur des partis chrétiens-démocrates héritiers du catholicisme politique. On a ainsi pu parler d'« Europe noire » à propos du poids des partis démocrates-chrétiens dans la construction de la CECA[13]. On retrouve là encore l'usage du terme « Internationale noire »[14].
- c'est également parfois la couleur utilisée par des mouvements islamistes, car c'était la couleur des Abbassides.
- il est aussi associé aux Partis pirates en référence à la couleur noir des drapeaux pirates.

## Orange
L'orange est associé à différents mouvements politiques selon les pays.

### Refus du clivage droite-gauche

L'orange est devenu une couleur récurrente de la démocratie chrétienne (ici, le drapeau de la CDU allemande).

- En alternance avec le noir, c'est la couleur des chrétiens-démocrates ou des centristes, comme le Mouvement démocrate en France ou le CD&V flamand. La CDU utilise parfois des logotypes orange. En Suisse, l'orange est la couleur traditionnelle du Parti démocrate-chrétien puis de son successeur Le Centre, parti de centre-droit promouvant une politique centriste et sociale-chrétienne. Au Portugal, les conservateurs du Parti social-démocrate, initialement centristes, continuent à utiliser l'orange.
- Des partis souverainistes parfois classés à l'extrême-droite utilisent l'orange, par exemple le Fidesz hongrois ou le BZÖ autrichien fondé par Jörg Haider. C'est également la couleur du parti souverainiste et eurosceptique français Les Patriotes.

### Usages liés à une référence religieuse
- L'orange est la couleur de la maison d'Orange-Nassau, ce qui peut l'associer au protestantisme politique dans les pays ayant connu la domination de cette dynastie. En Irlande, l'orange est la couleur des unionistes, sous l'influence de l'Orange Order. Aux Pays-Bas, c'est la couleur des protestants radicaux du SGP.
- En Inde, c'est la couleur de l'Hindutva et des nationalistes hindous. On retrouve donc l'orange sur les drapeaux des conservateurs indiens (BJP et Shiv Shena).

### Autres usages

Logo du NPD canadien (centre-gauche).

- Au Canada, l'orange est la couleur du Nouveau Parti démocratique, un parti social-démocrate, le rouge étant utilisée par les libéraux.
- En Polynésie française, l'orange est la couleur du Tahoeraa huiraatira (gaulliste).
- En Ukraine, c'est la couleur de la Révolution orange.
- En Tunisie, l'orange est la couleur du Courant démocrate, un parti  de centre-gauche promouvant une politique centriste et social-démocrate.
- En Nouvelle-Zélande, les partis politiques ne sont pas autorisés à utiliser la couleur orange de manière prééminente : elle est réservée à la Commission électorale[15],

## Rose
Dans certains pays, le rose est associée au parti socialiste ou social-démocrate pour le différencier du parti communiste, bien que la couleur traditionnelle du socialisme ou de la social-démocratie soit le rouge. Ainsi, en France, les hauts responsables du Parti socialiste sont parfois nommés « éléphants roses ».
Au Japon, le rose est la couleur du parti centriste et bouddhiste du Nouveau Kōmeitō.

## Rouge

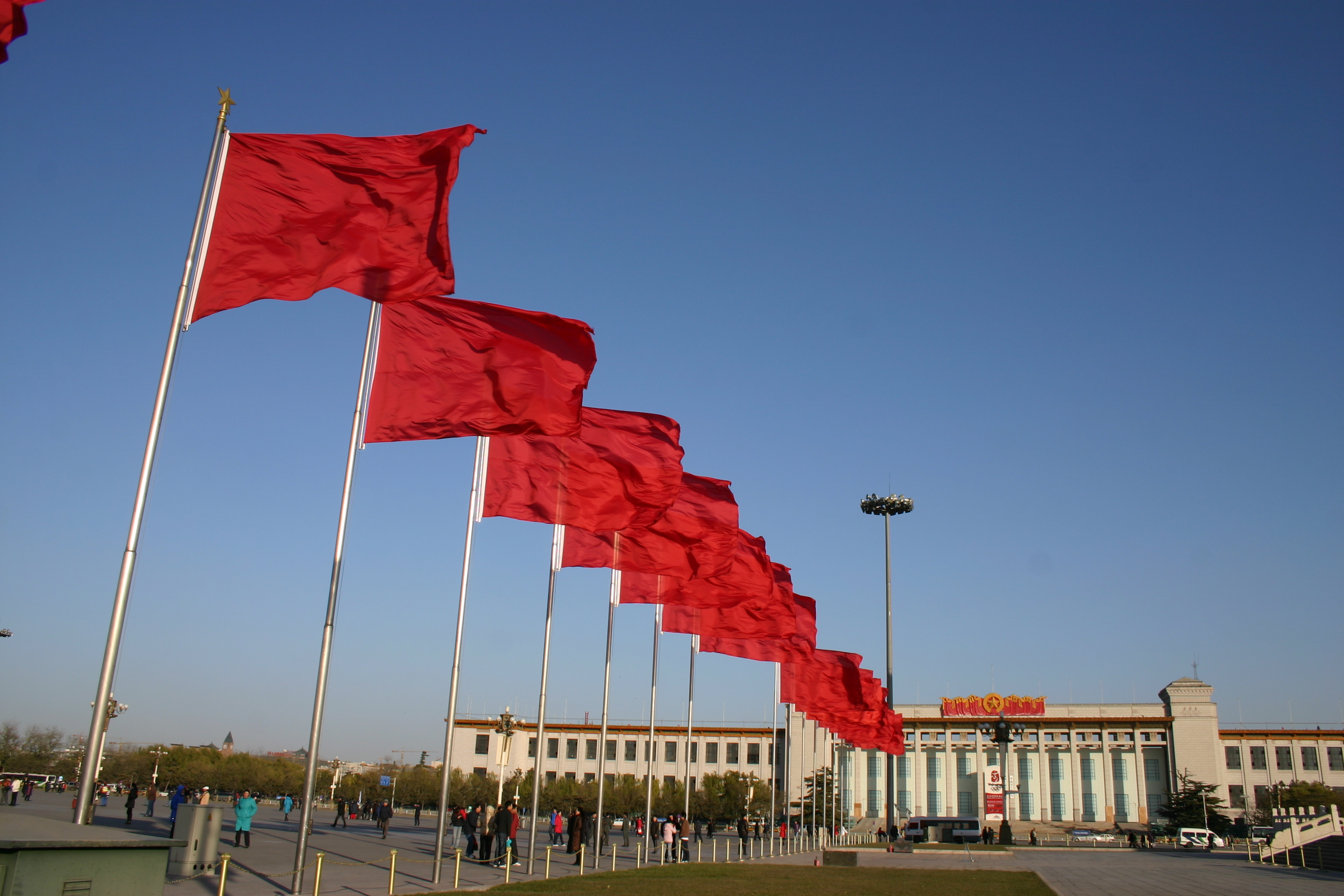
Drapeaux rouges flottant devant le Musée national de Chine.

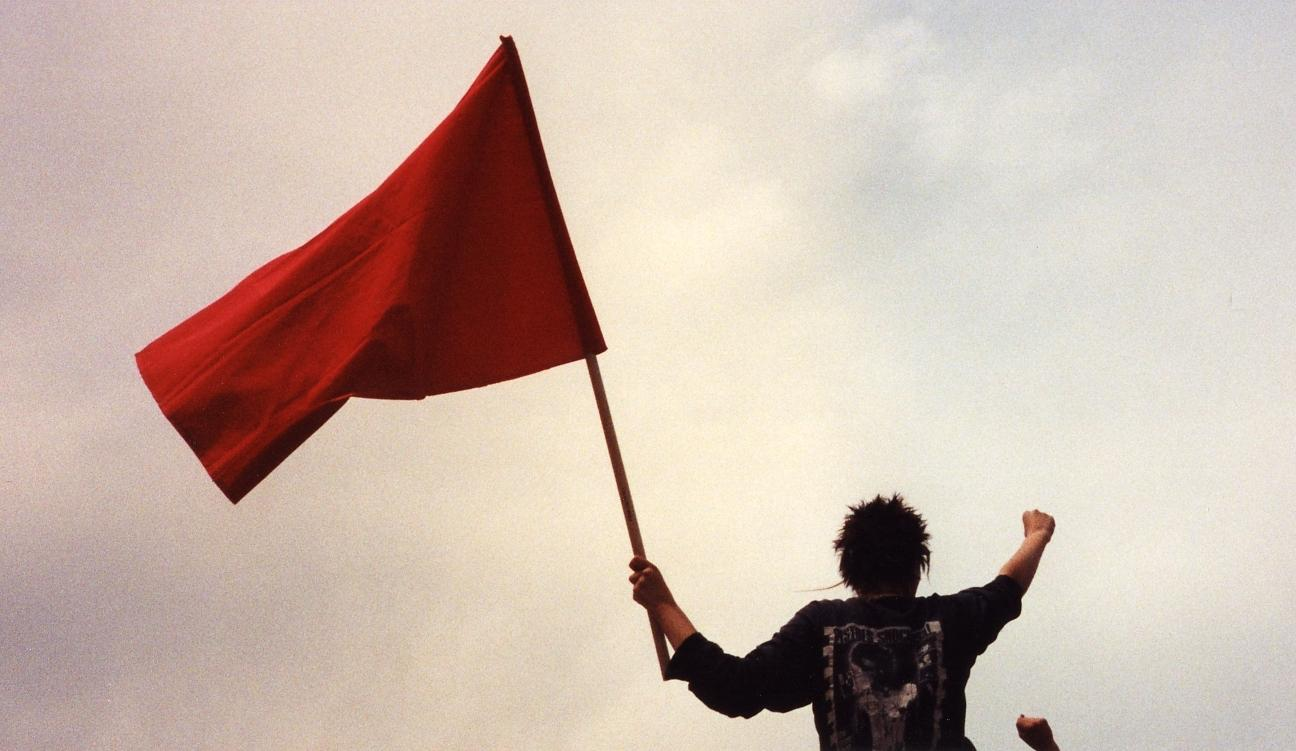
Drapeau rouge brandi par un manifestant à Madrid le jour de la fête du travail en 2006.

### Couleur dumouvement ouvrier
Traditionnellement, le rouge est la couleur de la gauche et notamment du communisme et du socialisme. Cette couleur est celle du drapeau rouge, symbole du mouvement ouvrier et des mouvements révolutionnaires depuis 1848.
Dans la plupart des pays, le rouge est ainsi utilisé par le principal parti de gauche : Parti travailliste britannique, Parti social-démocrate suédois, Parti des travailleurs brésilien, Parti communiste français, etc. Le rouge est également utilisé par l'extrême gauche, de tradition communiste ou révolutionnaire. Le rouge est également associé à des organisations du mouvement ouvrier autre que les partis, comme le Secours rouge.
Dans les pays où existe un parti communiste, le parti socialiste ou social-démocrate est parfois associé à une autre couleur, comme le Parti socialiste en France (rose) ou le PASOK en Grèce (vert).

### Autres usages

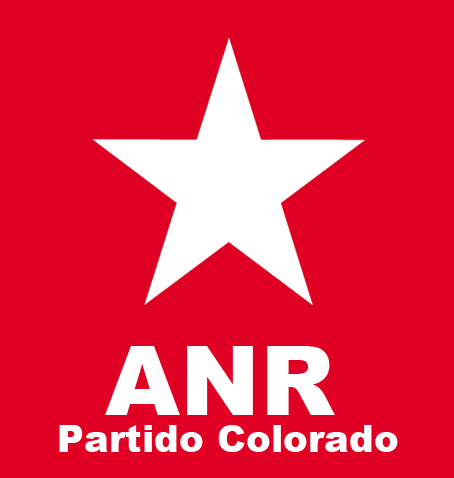
Le Parti colorado paraguayen illustre l'utilisation du rouge par des formations centristes ou conservatrices dans les Amériques.

Dans les Amériques, le rouge est parfois associé au libéralisme ou au nationalisme. Aux États-Unis, le rouge est la couleur du Parti républicain. Au Paraguay, c'est la couleur du principal conservateur, le Parti colorado. Le rouge libéral est représenté en Uruguay par un autre Parti colorado. Au Canada, c'est aussi la couleur du Parti libéral (centre), héritier du Parti rouge.
Le rouge peut aussi être la couleur des partis nationalistes ou indépendantistes dans des pays où il fait figure de couleur nationale, comme l'Indonésie (drapeau blanc et rouge repris par le Parti démocratique de lutte). Le même drapeau malayo-indonésien historique inspire les couleurs du nationalisme malais.
Au Japon, c'est la couleur du Parti démocrate du Japon (PDJ), ancienne formation politique du centre qui a incarné la principale force d'opposition au Parti libéral-démocrate de droite de 1998 à 2016.
Au Pakistan, le rouge est la couleur du Parti national Awami, principal parti pachtoune du pays, qui se revendique dans son manifeste « de gauche et laïc ».
En Nouvelle-Calédonie, le rouge était utilisé par le Rassemblement pour la Calédonie dans la République (RPCR), formation historique de la droite anti-indépendantiste.

## Vert

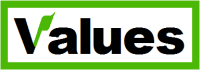
Logo du Parti des valeurs, le premier parti écologiste national (en Nouvelle-Zélande).

### Europe, Amériques, Océanie: écologie politique ou agrarisme
- Aujourd'hui, le vert est principalement la couleur de l'écologie politique et des partis verts. Le Parti du Centre est le représentant suédois de l'agrarisme nordique.

Le Parti du Centre est le représentant suédois de l'agrarisme nordique.

- En Scandinavie, en Suisse ou en Australie, c'est la couleur des partis agrariens. Le parti d'extrême-droite suisse UDC, issu de l'agrarisme, a gardé cette couleur.

### Usage politique du vert dans le monde musulman
Le vert est souvent considéré comme la couleur de l'Islam. C'est parfois la couleur de partis islamistes ou radicaux comme le Hamas. Des partis parlementaires conservateurs l'ont également adopté, comme au Pakistan la Ligue musulmane ou en Israël la Liste arabe unie. En Iran, le « mouvement vert » désigne un courant d'opposition démocratique au régime.

### Autres usages
Le vert peut aussi être associé à d'autres mouvements :
- En Irlande, le vert est la couleur des nationalistes irlandais et du principal parti se réclamant du Républicanisme irlandais, le Sinn Féin. Le Fianna Fail, parti républicain historique en république d'Irlande, utilise aussi le vert.
- Au Japon, le vert est la couleur du parti conservateur qui domine la vie politique de cet archipel depuis 1955, le Parti libéral-démocrate (PLD).
- En Nouvelle-Calédonie, c'est la couleur de l'Union calédonienne (UC), l'un des principaux partis de la gauche indépendantiste, membre du Front de libération nationale kanak et socialiste (FLNKS),
- En Grèce, un vert plus foncé que celui des écologistes est utilisé pour représenter le PASOK, le parti socialiste grec.
- En Italie, le vert est la couleur du parti d'extrême droite Ligue du Nord[19].
- En France, le vert est la couleur du parti écologiste Europe Écologie Les Verts (EÉLV), tandis que le bleu-vert (bleu sarcelle) est la couleur du parti eurosceptique de l'Union Populaire Républicaine (UPR). Le vert impérial était aussi autrefois utilisé pour représenter les partis bonapartistes.
- Au Québec et au Canada, le vert était une couleur de droite et populiste avant qu’elle soit associée aux courants écologistes. Le vert était la couleur des créditistes de même que celle du Parti réformiste du Canada en 1987[5].
- Le vert représente dans la culture internet la couleur de la gauche libérale en référence au compas politique

## Violet, magenta, amarante
Le violet est utilisé comme mélange du bleu et du rouge. Le carmin et le magenta sont parfois utilisés comme variante du violet à des fins similaires de fusion entre le rouge et le bleu.

### Violet
Aux États-Unis, c'est la couleur des swing states (mélange du bleu démocrate et du rouge républicain).
- Il peut s'agir de la couleur de partis réfutant le clivage droite-gauche: en Belgique, les FDF utilisent un violet-carmin — qu'ils appellent « amarante » — parce qu'à l'origine le parti a été créé par des gens issus de la gauche et de la droite; en France, l'UDI (centre-droit) utilise un violet foncé. Le violet est également utilisé par les Partis pirates (ne se situent pas sur une échelle droite-gauche).
- Des partis conservateurs, nationalistes ou souverainistes peuvent utiliser le violet, couleur du bonapartisme en France, pour marquer leur volonté de dépasser les clivages partisans: en France, le violet est utilisé par Debout la France (souverainiste de droite). En Angleterre, c'est la couleur du UKIP, parti souverainiste et conservateur dont le meneur a longtemps été Nigel Farage.
- le violet est aussi la couleur du mouvement féministe, mais en tant que mélange du rose associé aux filles et du bleu associé aux garçons (l'anarcha-féminisme associe ainsi la couleur violette au noir anarchiste pour son drapeau). En Suède, l'Initiative féministe utilise un violet rose.
- Des formations de gauche peuvent utiliser le violet pour se distinguer du rouge. En Espagne, le parti de gauche radicale Podemos a choisi le violet comme couleur principale. Ce choix iconoclaste peut-être dû au contexte national : le mauve et le violet (couleur de la troisième bande du drapeau républicain) sont associés à l'imaginaire républicain de gauche, alors que dans le même temps le rouge est associé au parti social-démocrate espagnol (le PSOE). En Grèce, il est parfois utilisé par SYRIZA pour se différencier du Parti communiste de Grèce, qui utilise le rouge.

### Magenta

Depuis 2017, le logo du FDP allemand fait figurer le magenta aux côtés du jaune et du bleu traditionnels des Libéraux.

De nombreux partis issus du libéralisme tels que le FDP en Allemagne ou le Mouvement radical en France ont sensiblement réduit l'utilisation du jaune au profit du magenta. On retrouve le magenta chez certains partis socio-libéraux, tels que les Radicaux danois, Neos en Autriche. Le parti ALDE et le LYMEC ont quant à eux complètement remplacé le jaune par le magenta.